# NGC 7163
NGC 7163 este o emission-line galaxy⁠(d) situată în constelația Peștele Austral. A fost descoperită în 27 septembrie 1834 de către John Herschel. Se află la o distanță de 38,53 de megaparseci de Pământ.